# Italian Hockey League - Serie A 2018-2019
L'85º massimo campionato italiano di hockey su ghiaccio prende il nome di Italian Hockey League - Serie A 2018-2019. Dopo una sola stagione la federazione ha infatti deciso, su richiesta della Lega Italiana Hockey Ghiaccio, di modificare il nome del campionato pur restando all'interno del nome-contenitore Italian Hockey League.

## Squadre e formula
A giocarsi il titolo italiano sono ancora, come nella stagione precedente, le otto squadre italiane iscritte alla Alps Hockey League.
Le novità sono rappresentate dalla presenza dell'Hockey Milano Rossoblu, che ha ottenuto una wild card, e dal ritiro dell'Egna, che ha scelto di proseguire l'attività col solo settore giovanile..
Pur essendo rimasta la suddivisione delle squadre di Alps Hockey League in quattro gironi, due dei quali (Sud A e Sud B) dedicati alle otto squadre italiane, a differenza che nella stagione precedente la qualificazione alla fase finale per l'assegnazione dello scudetto non si è disputata tenendo conto dei soli incontri interni ai due gruppi: tutti gli incontri disputati tra squadre italiane nel corso della regular season hanno concorso a stilare la classifica; le prime quattro squadre classificate, hanno accesso alle semifinali scudetto.
Anche il torneo di assegnazione del titolo italiano è cambiato: non più una Final Four da disputare in un fine settimana in un'unica località, ma semifinali e finale da giocarsi con gare di andata e ritorno. Per entrambi i turni varrà il sistema a punti: due punti per la vittoria, un punto per il pareggio e zero per la sconfitta. In caso di parità di punti dopo i due incontri, al termine dei tempi regolamentari della gara di ritorno verrà disputato un tempo supplementare da 20 minuti seguito, se necessario, dai tiri di rigore.
| Squadre in Italian Hockey League - Serie A nella stagione 2018-2019 | Squadre in Italian Hockey League - Serie A nella stagione 2018-2019 | Squadre in Italian Hockey League - Serie A nella stagione 2018-2019 | Squadre in Italian Hockey League - Serie A nella stagione 2018-2019 | Squadre in Italian Hockey League - Serie A nella stagione 2018-2019 | Squadre in Italian Hockey League - Serie A nella stagione 2018-2019 | Squadre in Italian Hockey League - Serie A nella stagione 2018-2019 | Asiago Cortina Fassa Gherdëina Pustertal Ritten Sterzing Milano RB |
| Girone                                                              | Club                                                                | Regione                                                             | Città                                                               | Arena                                                               | Capacità                                                            | Presenze in Serie A                                                 | Asiago Cortina Fassa Gherdëina Pustertal Ritten Sterzing Milano RB |
| ------------------------------------------------------------------- | ------------------------------------------------------------------- | ------------------------------------------------------------------- | ------------------------------------------------------------------- | ------------------------------------------------------------------- | ------------------------------------------------------------------- | ------------------------------------------------------------------- | ------------------------------------------------------------------ |
| Sud A                                                               | SG Cortina                                                          | Veneto                                                              | Cortina d'Ampezzo (BL)                                              | Stadio Olimpico del Ghiaccio                                        | 2.700                                                               | 71                                                                  | Asiago Cortina Fassa Gherdëina Pustertal Ritten Sterzing Milano RB |
| Sud A                                                               | HC Pustertal                                                        | Trentino-Alto Adige                                                 | Brunico (BZ)                                                        | Rienzstadion                                                        | 2.050                                                               | 45                                                                  | Asiago Cortina Fassa Gherdëina Pustertal Ritten Sterzing Milano RB |
| Sud A                                                               | Milano Rossoblu                                                     | Lombardia                                                           | Milano                                                              | Stadio del ghiaccio Agorà                                           | 4.000                                                               | 4                                                                   | Asiago Cortina Fassa Gherdëina Pustertal Ritten Sterzing Milano RB |
| Sud A                                                               | WSV Sterzing Broncos                                                | Trentino-Alto Adige                                                 | Vipiteno (BZ)                                                       | Weihenstephan Arena                                                 | 1.700                                                               | 13                                                                  | Asiago Cortina Fassa Gherdëina Pustertal Ritten Sterzing Milano RB |
| Sud B                                                               | Asiago Hockey                                                       | Veneto                                                              | Asiago (VI)                                                         | Hodegart                                                            | 3.000                                                               | 55                                                                  | Asiago Cortina Fassa Gherdëina Pustertal Ritten Sterzing Milano RB |
| Sud B                                                               | HC Fassa                                                            | Trentino-Alto Adige                                                 | Alba di Canazei (TN)                                                | Gianmario Scola                                                     | 3.500                                                               | 34                                                                  | Asiago Cortina Fassa Gherdëina Pustertal Ritten Sterzing Milano RB |
| Sud B                                                               | Ritten Sport (Campione in carica)                                   | Trentino-Alto Adige                                                 | Collalbo (BZ)                                                       | Arena Ritten                                                        | 1.200                                                               | 23                                                                  | Asiago Cortina Fassa Gherdëina Pustertal Ritten Sterzing Milano RB |
| Sud B                                                               | HC Gherdëina                                                        | Trentino-Alto Adige                                                 | Selva di Val Gardena (BZ)                                           | Pranives                                                            | 2.000                                                               | 52                                                                  | Asiago Cortina Fassa Gherdëina Pustertal Ritten Sterzing Milano RB |

## Qualificazione

### Risultati

#### Classifica
| Pos. | Squadra          | Pt | G  | V  | VOT | POT | P  | GF | GS | DR  |
| ---- | ---------------- | -- | -- | -- | --- | --- | -- | -- | -- | --- |
| 1.   | Val Pusteria     | 36 | 14 | 12 | 0   | 0   | 2  | 57 | 22 | +35 |
| 2.   | Ritten-Renon     | 33 | 14 | 11 | 0   | 0   | 3  | 55 | 22 | +33 |
| 3.   | Vipiteno Broncos | 24 | 14 | 7  | 0   | 3   | 4  | 49 | 34 | +15 |
| 4.   | Asiago           | 23 | 14 | 6  | 2   | 1   | 5  | 43 | 41 | +2  |
| 5.   | Cortina          | 22 | 14 | 6  | 2   | 0   | 6  | 41 | 44 | -3  |
| 6.   | Gherdëina        | 16 | 14 | 5  | 0   | 1   | 8  | 31 | 53 | -22 |
| 7.   | Milano Rossoblu  | 9  | 14 | 3  | 0   | 0   | 11 | 29 | 63 | -34 |
| 8.   | Fassa Falcons    | 5  | 14 | 1  | 1   | 0   | 12 | 28 | 54 | -26 |

## Play-off

### Tabellone
|  | Semifinali       | Semifinali       | Semifinali | Semifinali | Semifinali |  |  | Finale       | Finale       | Finale | Finale | Finale |  |
|  |                  |                  |            |            |            |  |  |              |              |        |        |        |  |
|  | Val Pusteria     | Val Pusteria     | 2          | 1          | 3          |  |  |              |              |        |        |        |  |
|  | Asiago           | Asiago           | 2          | 2          | 4          |  |  | Asiago       | Asiago       | 3      | 6      | 9      |  |
|  | Ritten-Renon     | Ritten-Renon     | 4          | 2          | 6          |  |  | Ritten-Renon | Ritten-Renon | 4      | 3†     | 7      |  |
|  | Vipiteno Broncos | Vipiteno Broncos | 3          | 1          | 4          |  |  |              |              |        |        |        |  |

†: partita terminata ai supplementari

### Semifinali

#### Andata
| Arbitri: | Alex Lazzeri Omar Piniè |

|                                                                                                |           |                                                                                                 |
| Kofler (Erlacher, Mantinger) 27:33 Erlacher (Kofler, Hackhofer) 40:44 Borgatello (Hofer) 45:39 | Marcatori | 5:44 Tudin (Frei) 16:14 Frei (Eriksson) 18:28 S. Kostner (Lutz) 19.54 Sislannikovs (T. Spinell) |

| Arbitri: | Andrea Benvegnù Marco Mori |

|                                                                |           |                                                                      |
| Bardaro (Rosa, Casetti) 29:08 Rosa (Bina, P. Pietroniro) 59:43 | Marcatori | 41:54 Gander (Hofer, Virtala) 52:38 Oberrauch (Corbett, Andergassen) |

#### Ritorno
| Arbitri: | Andrea Moschen Federico Stefanelli |

|                                                    |           |                                    |
| Pechlaner (Eisath, Fink) 35:23 Ivan Tauferer 58:41 | Marcatori | 58:56 Erlacher (Borgatello, Hofer) |

| Arbitri: | Andrea Benvegnù Simone Lega |

|                                  |           |                                            |
| Oberrauch (Berger, Gander) 57:05 | Marcatori | 27:53 Gellert (Marchetti, Pace) 29:29 Rosa |

#### Classifiche

##### Renon-Vipiteno
| Pos. | Squadra          | Pt | G | V | N | P | GF | GS | DR |
| ---- | ---------------- | -- | - | - | - | - | -- | -- | -- |
| 1.   | Ritten-Renon     | 4  | 2 | 2 | 0 | 0 | 4  | 3  | +1 |
| 2.   | Vipiteno Broncos | 0  | 2 | 0 | 0 | 2 | 3  | 4  | -1 |

##### Val Pusteria-Asiago
| Pos. | Squadra      | Pt | G | V | N | P | GF | GS | DR |
| ---- | ------------ | -- | - | - | - | - | -- | -- | -- |
| 1.   | Asiago       | 3  | 2 | 1 | 1 | 0 | 6  | 4  | +2 |
| 2.   | Val Pusteria | 1  | 2 | 0 | 1 | 1 | 4  | 6  | -2 |

### Finale

#### Andata
| Arbitri: | Alex Lazzeri Turo Samuel Virta |

|                                                                                                  |           |                                                                                             |
| Tessari (Miglioranzi, Bina) 26:46 Bina (M. Marchetti, Tessari) 31:05 Magnabosco (Naclerio) 53:55 | Marcatori | 1:03 Frei (S. Kostner) 47:25 Eriksson (Lutz) 48:09 Quinz (Tauferer) 56:06 Frei (S. Kostner) |

#### Ritorno
| Arbitri: | Andrea Moschen Turo Samuel Virta |

| |           | |
| M. Spinell (Quinz, J. Kostner) 8:02 Tudin (Sislannikovs, T. Spinell) 29:52 Sislannikovs (Brighenti Moretti, S. Kostner) 77:06 | Marcatori | 5:11 Naclerio (Magnabosco) 8:24 Bardaro (Tessari, Rosa) 20:35 Tessari (Gellert, Bardaro) 27:57 Magnabosco (M. Marchetti) 51:02 Bardaro (Gellert, P. Pietroniro) 53:27 Rosa (Bardaro, Naclerio) |

#### Classifica
| Pos. | Squadra      | Pt | G | V | N | P | GF | GS | DR |
| ---- | ------------ | -- | - | - | - | - | -- | -- | -- |
| 1.   | Ritten-Renon | 2  | 2 | 1 | 0 | 1 | 7  | 9  | -2 |
| 2.   | Asiago       | 2  | 2 | 1 | 0 | 1 | 9  | 7  | +2 |

Il Renon si aggiudica il quinto scudetto (quarto consecutivo) grazie al golden goal di Oleg Sislannikovs nei supplementari.

## Classifica finale
| Pos. | Squadra          |
| ---- | ---------------- |
| 1    | Ritten-Renon     |
| 2    | Asiago           |
| 3    | Val Pusteria     |
| 4    | Vipiteno Broncos |
| 5    | Cortina          |
| 6    | Gherdëina        |
| 7    | Milano Rossoblu  |
| 8    | Fassa Falcons    |

## Verdetti
Ritten Sport (5º titolo)
| Campioni d'Italia 2018-2019 Ritten Sport Roman Treibenreif, Hannes Treibenreif, Raphael Gasser, Thomas Tragust Ivan Tauferer, Christoph Vigl, Imants Ļeščovs, Alexander Brunner, Tobias Brighenti, Andreas Lutz, Michael Lang, Kai Lehtinen, Ivo Prast, Radovan Gabri, Adam Giacomuzzi Robert Öhler, Lukas Mair, Jakob Prast, Stefan Quinz, Julian Kostner, Alexander Eisath, Daniel Tudin, Alex Frei, Markus Spinell, Simon Kostner, Manuel Öhler, Philipp Pechlaner, Henrik Eriksson, Kevin Fink, Lois Fink, Thomas Spinell, Oļegs Šišļaņņikovs Riku-Petteri Lehtonen |

- Qualificata per la Continental Cup 2019-2020: Ritten Sport